# Chiesa di Sant'Antonio Abate (Valtorta)
La chiesa di Sant'Antonio Abate o chiesa di Sant'Antonio alla Torre è un luogo di culto cattolico di Valtorta, ed è dedicato a sant'Antonio abate, ed è suffraganea della parrocchiale dedica alla Maria Assunta della diocesi e provincia di Bergamo.
La chiesa conserva affreschi cinquecenteschi d'importante interesse artistico che hanno assonanze con le pitture dei Baschenis di Averara.

## Storia
La chiesa fu fondata nel 1367 per volontà di Alberto Ragazzoni detto Beto, importante membro della famiglia Ragazzoni della Torre, da questa, e dalla torre medioevale posta nelle vicinanze di cui rimane poca testimonianza, si deve il nome che accompagna da sempre l'edificio di culto. Dell'antica torre rimane solo la parte inferiore, sviluppandosi poi il corpo di fabbrica in epoche successive con caratteristiche architettoniche differenti. La famiglia mantenne il giuspatronato sulla chiesa con il diritto di nominarne il curato. L'arco trionfale mantiene incisa la data e il nome del benefattore.
La chiesa fu ampliata nel 1529 con l'allungamento della navata. Nella relazione della visita pastorale di san Carlo Borromeo, risulta che nell'aula oltre l'altare maggiore, vi erano anche due altari laterali. L'arcivescovo di Milano ordinò che venissero chiuse le due entrate laterali e sostituite da una grande posta sulla facciata principale. La famiglia Ragazzoni eseguì lavori di manutenzione nel 1683 con la costruzione della nuova zona presbiteriale.
La facciata fu distrutta nel 1702 da una valanga che obbligò a un completo restauro nel 1780. Nel biennio 1786-1787 la chiesa fu inserita nella diocesi di Bergamo da quella milanese di Primaluna a unita alla chiesa parrocchiale mariana di Valtorta.
Negli anni '80 del Novecento fu posto l'altare comunitario come indicato nelle disposizioni del concilio Vaticano II. Nei primi anni del Duemila, durante i lavori di restauro degli intonaci interni, furono ritrovati affreschi cinquecenteschi di cui non si conosceva la presenza.

## Descrizione

### Esterno

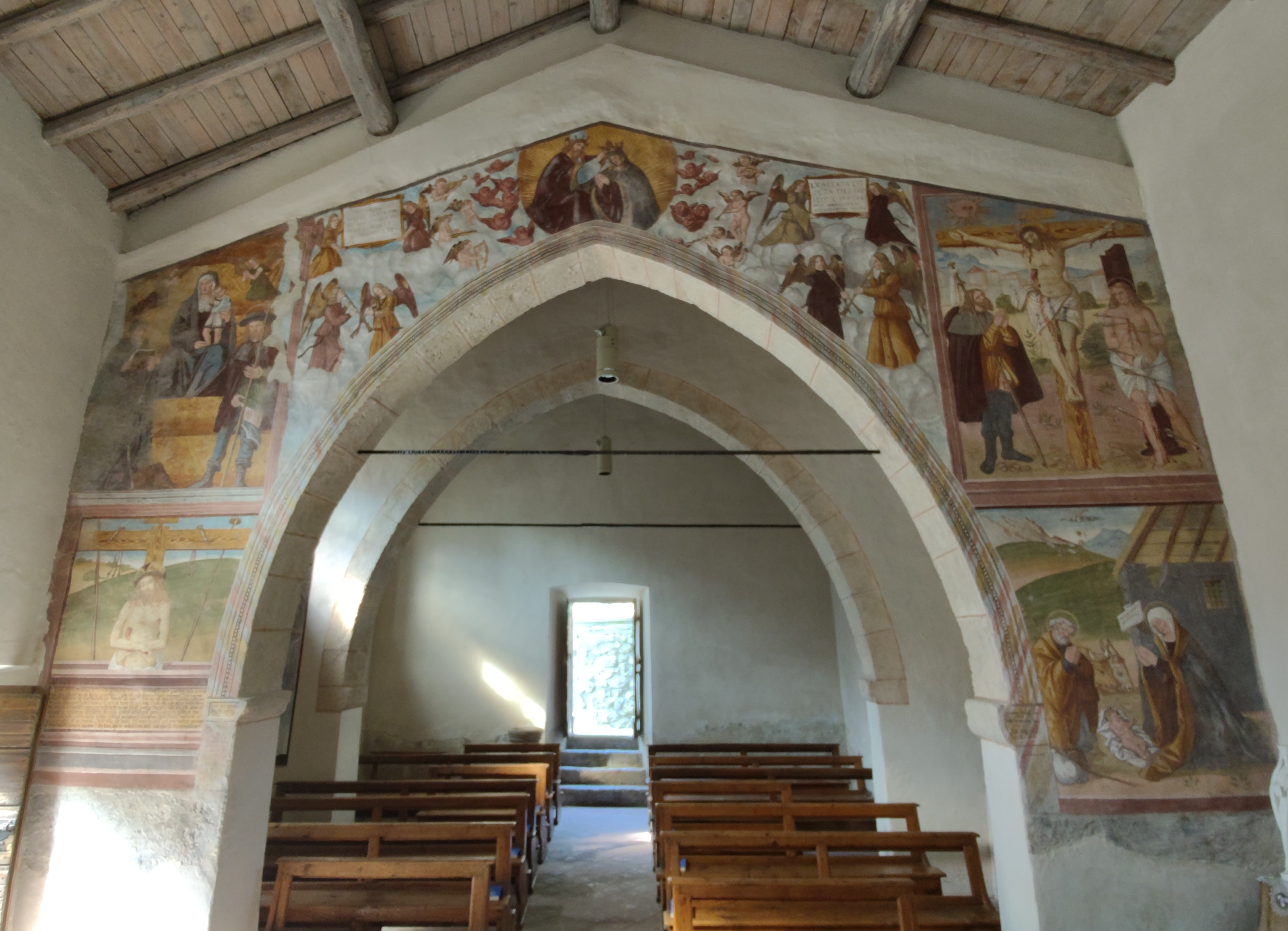
Sant'Antonio Abate - Particolari interni

La piccola chiesa, anche se più volte rimaneggiata, mantiene, nella sua linea molto semplice, l'originale struttura romanica. La facciata a capanna è stata edificata su di un piano pendente e ospita al centro il portale in pietra. La grande immagine di san Cristoforo col Bambino e una santa è la sola decorazione.
Accanto all'entrata laterale posta sul lato sud vi sono le raffigurazioni di san Cristoforo col Bambino e un santo non identificato, la cui realizzazione risale alla edificazione quattrocentesca della chiesa, e tra i più antichi.
La torre campanaria a pianta quadrata, fu innalzata nel 1566 e posta sul fianco nord. La struttura è completamente in pietra e presenta la cella campanaria con un'apertura bifora su ogni lato completa di colonna sempre in pietra.

### Interno
Si accede all'interno scendendo quattro gradini presentandosi parzialmente interrato. L'aula a navata unica è divisa da archi ogivali in tre campate illuminate da aperture rettangolari posti solo sul lato destro e presenta numerosi affreschi eseguiti in periodi differenti.
La zona del presbiterio, sopraelevata da un gradino e a pianta quadrata, presenta la volta a vele e costoloni ed è più stretta rispetto l'aula. La navata affreschi di autore ignoto, particolarmente interessanti sulla seconda arcata rivolta verso la zona presbiteriale. Ben visibile è incisa la datazione del 20 novembre 1529. Il pilastro della volta, sul lato destro inferiore, raffigura l'affresco della Natività che presenta analogie con il medesimo soggetto dipinto da Simone II Baschenis, mentre nella parte superiore è raffigurata la Crocifissione con gli strumenti del martirio tra i santi Rocco e Sebastiano. La parte ospita la committenza: “D.Joannes de Pecis f.f.”. Il pilastro sinistro è affrescato nella parte inferiore con Cristo nel sepolcro mentre quella superiore con il dipinto della Madonna col Bambino e i santi Rocco e Domenico con la datazione 18 novembre 1529. La volta offre la raffigurazione dell'incoronazione di Maria dal figlio Gesù circondati da uno stuolo di angeli e musici. Le raffigurazioni presentano caratteristiche nell'espressività e nell'intensità dei sentimenti sia di gioia che di dolore, che portano, pur non trovando riscontro documentato, a cogliere analogie con i dipinti dei Baschenis originari di Averara. Il dipinto posto sulla parte opposta dell'arco raffigurante sant'Antonio sarebbe ascrivibile a Cristoforo Baschenis il Vecchio.
La zona del presbiterio è preceduta dall'arco trionfale decorato con le raffigurazioni di san Rocco e san Giovanni Battista, ospita gli affreschi realizzati dopo l'ampliamento del Cinquecento da Giovan Battista Guarinoni, queta raffigurano la storia del santo titolare e le sue tentazioni. L'antico polittico, opera seicentesca di Pietro Mera, artista d'origine fiamminga, che ornava il coro fu poi spostato e conservato come pala d'altare della chiesa parrocchiale.